# Festuca altaica
Festuca altaica är en gräsart som beskrevs av Carl Bernhard von Trinius och Carl Friedrich von Ledebour. Festuca altaica ingår i släktet svinglar, och familjen gräs. Inga underarter finns listade i Catalogue of Life.

## Bildgalleri

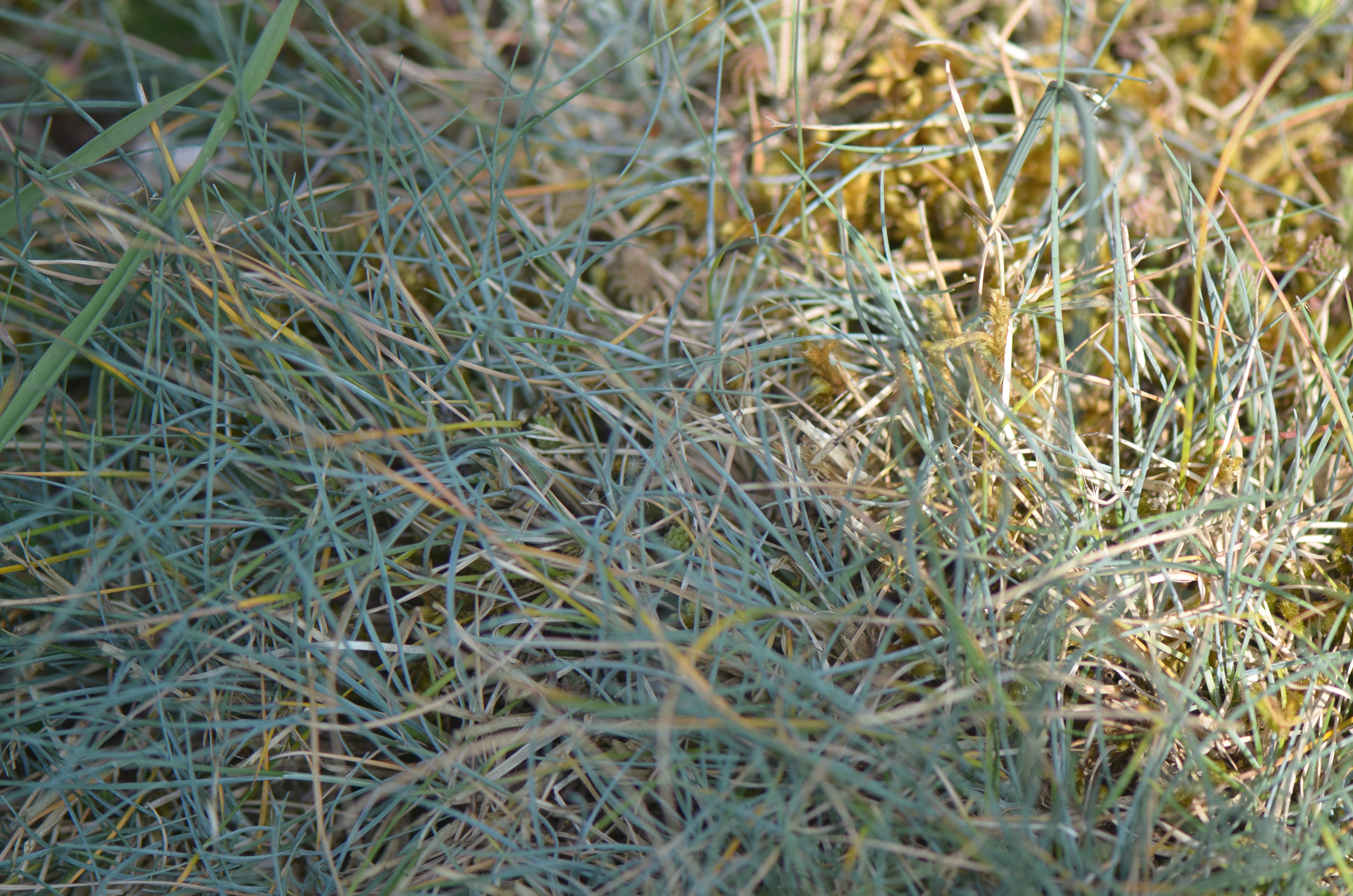
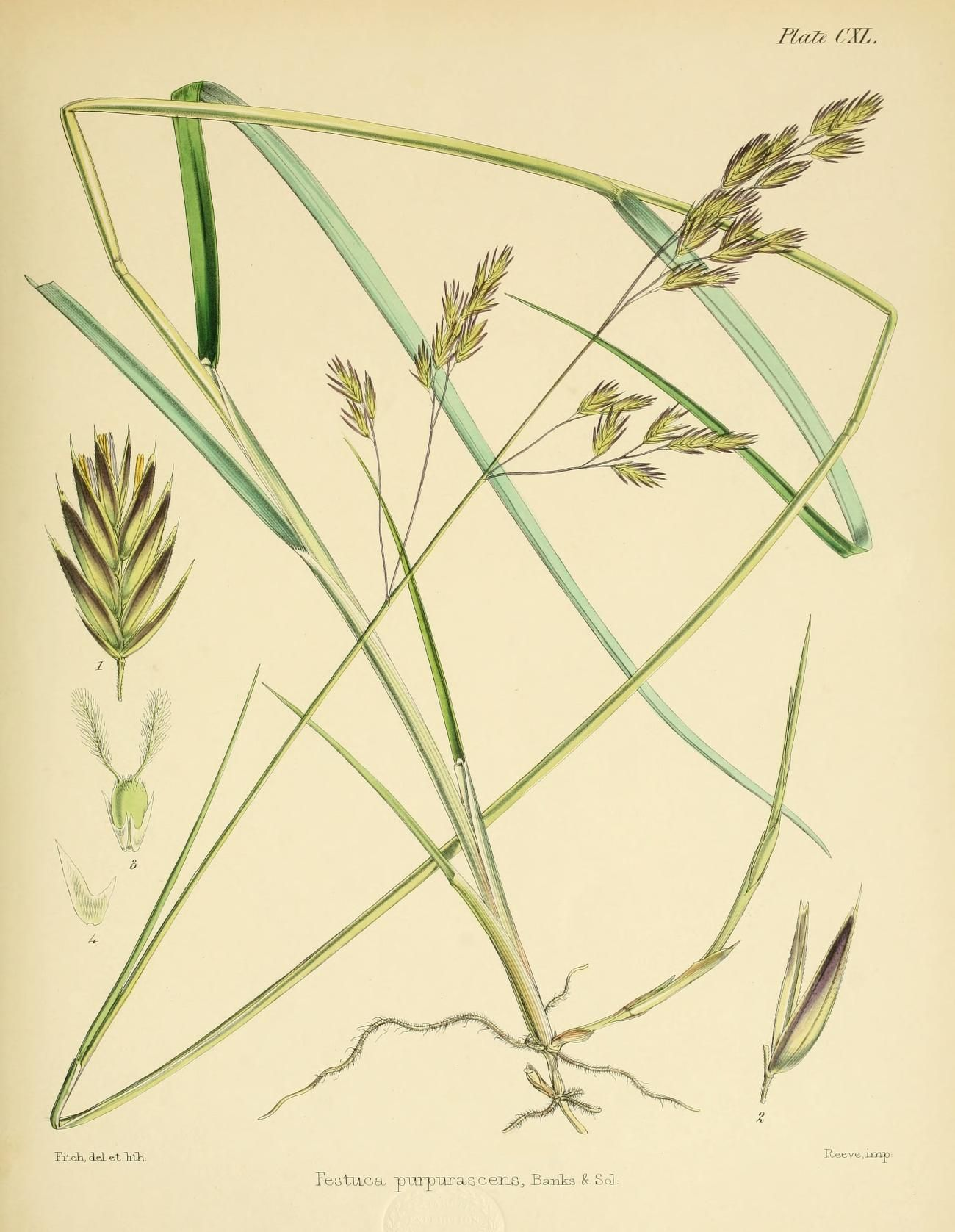
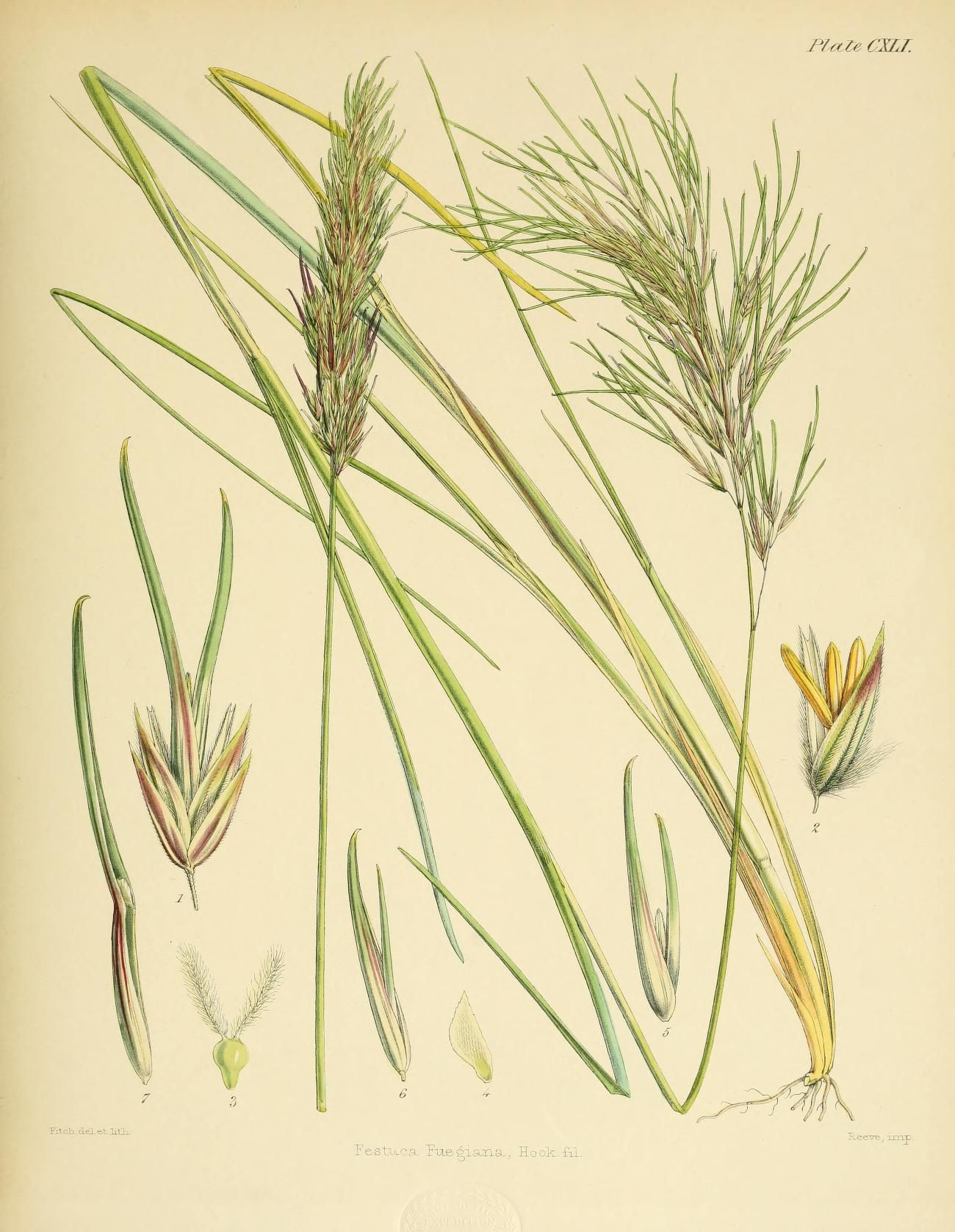
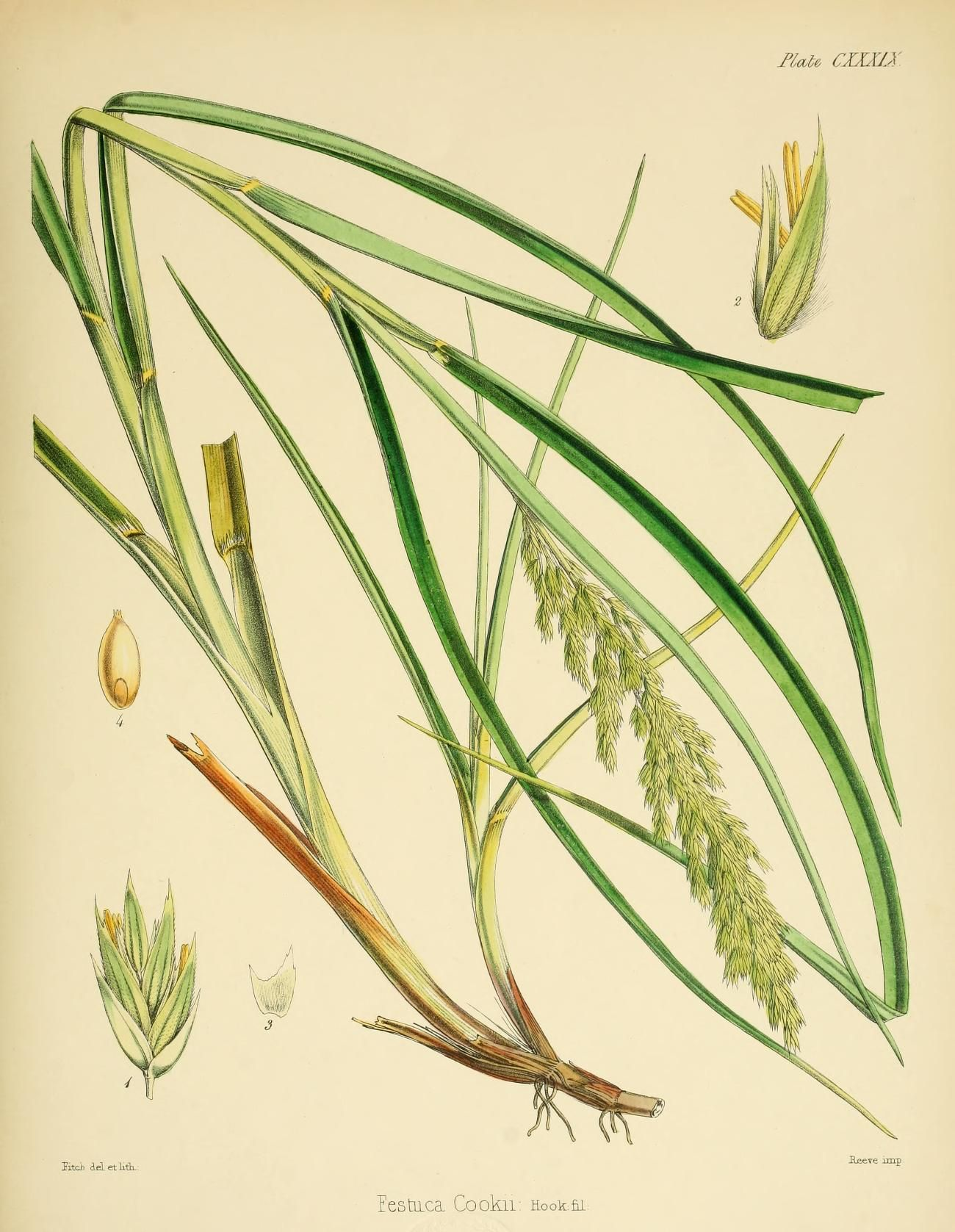